# Public Policy
Public Policy (deutsch Staatstätigkeit) ist ein Begriff der Politikwissenschaft und bezeichnet die Summe der inhaltlichen Entscheidungen, Zielsetzungen und Aktivitäten der am Politikprozess Beteiligten.
Es ist zudem ein interdisziplinäres staatswissenschaftliches Fach, das Fragestellungen im Spannungsfeld von Politik, Wirtschaft und Gesellschaft behandelt.

## Ausbildungsinhalte
Die Ausbildung besteht in der Regel aus drei Bereichen:
Fähigkeiten im Bereich „Analyse und Methodik“, zum Beispiel
- Quantitative Analysen
- Empirische Methoden
- Ökonomische Analysen und Modelle

Führungs- und Managementkompetenzen, zum Beispiel
- Strategisches Management im öffentlichen Sektor
- Finanzmanagement im öffentlichen Sektor
- Kompetenzen für politisches Handeln und politische Führung („Leadership“)
- Verhandlungsanalyse und Verhandlungsführung
- Öffentliche Kommunikation
- Ethische Fragen im öffentlichen Bereich

Fachwissen, zum Beispiel
- Internationale Beziehungen, Außen- und Sicherheitspolitik
- Entwicklungspolitik
- Europäische Politik
- Sozial-, Arbeits- und Gesundheitspolitik
- Wirtschaftspolitik

## Studiengänge in Deutschland
Die Hertie School of Governance in Berlin sowie die Willy Brandt School of Public Policy der Universität Erfurt bieten ein zweijähriges Studium mit dem Abschluss Master of Public Policy an. An der Eberhard Karls Universität Tübingen kann man zudem in einem zweijährigen Studium den „Master of Public Policy and Social Change“ (MPPSC) absolvieren.
Darüber hinaus gibt es weitere Hochschulen in Deutschland, die Studiengänge mit „Public Policy“ als Teil der Studiengangsbezeichnung anbieten. So zum Beispiel die Duisburger NRW School of Governance mit einem zweijährigen Masterstudiengang für „Politikmanagement, Public Policy und öffentliche Verwaltung“ und die Zeppelin Universität Friedrichshafen mit den BA und MA Studiengängen „Politics, Administration & International Relations“ mit Schwerpunkt „Public Management & Policy, Regulation & E-Government“.
Bis 2019 bot auch die Universität Münster einen „Public Policy“ Masterstudiengang an, ebenso wie die Humboldt-Viadrina School of Governance zu Berlin bis zu ihrer Insolvenz 2014.

## Studiengänge in der Schweiz
- Eidgenössische Technische Hochschule Zürich ETH Zürich - Bachelor of Arts in Public Policy - Staatswissenschaften